# Långegölen (Eksjö socken, Småland)
Långegölen är en sjö i Eksjö kommun i Småland och ingår i Emåns huvudavrinningsområde.